# Памятник Александру II (Шахты)
Памятник Александру II — памятник в городе Шахты Ростовской области.
Адрес: пересечение улицы Шевченко и проспекта Пушкина.

## История
Император Всероссийский, Царь Польский и Великий князь Финляндский Александр II (1818—1881) вошел в русскую историю как проводник беспрецедентных по масштабу реформ, получивших в дореволюционной литературе название «великих реформ». При нём было отменено крепостное права по Манифесту 19 февраля 1861 г. Большую роль сыграл император в жизни города Шахты. В 1867 г. был издан Закон об образовании Грушевского поселения, которое получило статус горного города со всеми соответствующими правами. Добываемый здесь грушевский уголь получил выход к Дону. В название города попало не только место, где установлен памятник, но и имя августейшего основателя. Благодаря монарху горное дело стало основным ремеслом в этом поселении. 3 января 1883 г., по решению Государственного совета, горное поселение преобразовано в город Александровск-Грушевский, ныне город Шахты.
Памятник императору Александру II открыт 29 апреля 2015 г. перед зданием Института сферы обслуживания и предпринимательства (филиала) Донского государственного технического университета (ДГТУ) в городе Шахты. Памятник построен на добровольные пожертвования. Право открыть памятник было предоставлено представителю дома Романовых, праправнуку императора Александра III, правнуку великой княгини Ольги Александровны Павлу Эдуардовичу Куликовскому-Романову и кадету Шахтинского Я. П. Бакланова кадетского казачьего корпуса Кириллу Повечерову.

## Описание
Император Александр II изображен стоящим в полный рост, в мундире, с орденами. В правой руке он держит свиток с указами. Левой рукой опирается о постамент. На нижнем камне гранитного постамента высечена надпись: «1805 Попов». Первыми населенными пунктами, вошедшими позднее в территорию города, возникшими в 1805 г., были три хутора Поповский, Власовский и Максимовский, названные по фамилиям донских казаков, основателей этих хуторов. На верхнем камне гранитного постамента высечена надпись: «1863 Александровск-Грушевский», как напоминание об истории названия города.
Пьедестал изготовлен из темного гранита, изваяние Александра II из бронзы. Высота памятника — 5,7 метров, из которых 2,4 метра — фигура Александра II. Лицом памятник обращен в сторону проспекта Пушкина.
С лицевой стороны надпись золотыми буквами «Александр II. Царь-освободитель». C тыльной стороны краткая биографическая справка о правителе: «Император Александр II отменил в 1861 году крепостное право в России и освободил миллионы крестьян от многовекового рабства, провел военную и судебную реформы, ввел систему местного самоуправления, городские Думы и местные Управы, завершил многолетнюю кавказскую войну, освободил славянские народы от османского ига. Погиб 1 марта 1881 года в результате террористического акта. В память об этом событии в 1883 году Грушевскому горному поселению присвоен статус города и название „Александровск-Грушевский“ Указом императора Александра III».
Имя императора присвоено центральному городскому парку культуры и отдыха.
Памятник установлен по инициативе исторического совета города Шахты. Скульптор Юрий Алексеевич Левочкин.